# F1 25
F1 25 é um jogo eletrônico de corrida desenvolvido pela Codemasters e publicado pela EA Sports. É o décimo oitavo título da série F1 da Codemasters e o quarto da série da EA Sports, retomada em 2021. O jogo foi lançado em 30 de maio de 2025 para PlayStation 5, Xbox Series X/S e Microsoft Windows.
Pela primeira vez desde o F1 2015, o título não foi lançado para PlayStation 4 e Xbox One, sendo um jogo totalmente de nova geração.
Sua revelação ocorreu em 26 de março de 2025, através do canal oficial da EA Sports no Youtube.

## Braking Point 3
O modo história "Braking Point" (em português "Ponto de Frenagem"), introduzido pela primeira vez em F1 2021, retorna em seu terceiro capítulo, continuando os desdobramentos de Braking Point 2 e sendo ambientado nas temporadas 2024 e 2025. Na trama, a equipe fictícia Konnersport está disposta a brigar pelo título mundial de Fórmula 1, mas ao mesmo tempo precisa lidar com um acontecimento dramático que instaura o caos no time.

## Desenvolvimento
Em 25 de março de 2025, Lewis Hamilton foi anunciado como o piloto da capa da 'Iconic Edition' (edição especial do jogo), usando o macacão da Ferrari, combinando com a identidade visual do jogo predominantemente vermelha. O jogo foi revelado no dia seguinte, conforme citado anteriormente. Já a edição padrão terá na capa os pilotos Oscar Piastri, Carlos Sainz Jr. e Oliver Bearman, respectivamente.
Um dos destaques no desenvolvimento de F1 25 foi o uso intensivo da tecnologia LIDAR (Light Detection and Ranging), que escaneia bilhões de pontos de dados das pistas na vida real, permitindo uma reprodução fiel de elevações, ondulações, bordas, arquibancadas, áreas de escape e construções ao redor dos circuitos. Segundo a EA, as pistas de Miami, Suzuka, Sakhir e Melbourne foram atualizadas com uso da tecnologia LIDAR.
Outra novidade na parte visual foi o suporte a tecnologia de path tracing, uma evolução do ray tracing, que usa um algoritmo de renderização gráfica ainda mais sofisticado, incluindo reflexos indiretos e interações dinâmicas entre luz, sombra e superfície. No entanto, segundo a EA, essa tecnologia será exclusiva da versão de PC.